# 杜宜清莊園
杜宜清莊園位於重慶市酆都縣董家鎮彭家壩村，文物遺址年代為1946年，2009年12月15日列為第二批重慶市文物保護單位。